# Canoa/kayak ai Giochi della XV Olimpiade - C1 1000 metri maschile
La competizione del C1 1000 metri di Canoa/kayak ai Giochi della XV Olimpiade si è disputata il giorno 28 luglio 1952 al bacino del Taivallahti a Helsinki.

## Programma
| Data           | Ora   | Round    | Note                |
| -------------- | ----- | -------- | ------------------- |
| 28 luglio 1952 | 12:30 | Batterie | I primi 4 in finale |
| 28 luglio 1952 | 17:30 | Finale   |                     |

## Risultati

### Batterie
I primi quattro in finale
| Pos. | Atleta            | Nazione     | Tempo  |
| ---- | ----------------- | ----------- | ------ |
| 1    | Jean Molle        | Francia     | 4'56"1 |
| 2    | János Parti       | Ungheria    | 4'58"5 |
| 3    | Frank Havens      | Stati Uniti | 5'09"3 |
| 4    | Ingemar Andersson | Svezia      | 5'11"9 |
| 5    | George Bossy      | Canada      | 5'25"8 |

| Pos. | Atleta           | Nazione          | Tempo  |
| ---- | ---------------- | ---------------- | ------ |
| 1    | Josef Holeček    | Cecoslovacchia   | 5'06"0 |
| 2    | Olavi Ojanperä   | Finlandia        | 5'09"8 |
| 3    | Ralf Berckhan    | Germania         | 5'17"3 |
| 4    | Vladimir Kotyrev | Unione Sovietica | 5'21"2 |
| 5    | Gerald Marchand  | Gran Bretagna    | 5'28"8 |

### Finale
| Pos.    | Atleta            | Nazione          | Tempo  |
| ------- | ----------------- | ---------------- | ------ |
| Oro     | Josef Holeček     | Cecoslovacchia   | 4'56"3 |
| Argento | János Parti       | Ungheria         | 5'03"6 |
| Bronzo  | Olavi Ojanperä    | Finlandia        | 5'08"5 |
| 4       | Frank Havens      | Stati Uniti      | 5'13"7 |
| 5       | Ingemar Andersson | Svezia           | 5'15"0 |
| 6       | Ralf Berckhan     | Germania         | 5'22"8 |
| 7       | Jean Molle        | Francia          | 5'24"1 |
| 8       | Vladimir Kotyrev  | Unione Sovietica | 5'24"5 |